# Indre (fiume)
L'Indre è un fiume del centro della Francia, affluente sinistro della Loira, lungo 279,63 km. Nasce a Saint-Priest-la-Marche, nel dipartimento dello Cher, sui Monts de Saint-Marien, e sfocia presso Avoine, nell'Indre e Loira. Il fiume ha la particolarità di avere alveo e argini completamente privati e non accessibili al pubblico.

## Principali affluenti dell'Indre
Cité (13,8 km), Igneraie (37,4 km), Vauvre (38,8 km), Indrois (59,5 km).

## Comuni attraversati dall'Indre
Il fiume Indre attraversa 58 comuni:
Cher
Saint-Priest-la-Marche
Indre
Ardentes, Briantes, Buzançais, La Chapelle-Orthemale, Châteauroux, Châtillon-sur-Indre, La Châtre, Clion, Déols, Étrechet, Fléré-la-Rivière, Jeu-les-Bois, Lacs, Mers-sur-Indre, Montgivray, Montipouret, Niherne, Nohant-Vic, Palluau-sur-Indre, Pérassay, Le Poinçonnet, Pouligny-Notre-Dame, Pouligny-Saint-Martin, Saint-Cyran-du-Jambot, Saint-Genou, Saint-Maur, Sainte-Sévère-sur-Indre, Le Tranger, Vijon, Villedieu-sur-Indre
Indre e Loira
Artannes-sur-Indre, Avoine, Azay-le-Rideau, Azay-sur-Indre, Beaulieu-lès-Loches, Bréhémont, Bridoré, Chambourg-sur-Indre, Cheillé, Cormery, Courçay, Esvres, Huismes, Lignières-de-Touraine, Loches, Montbazon, Monts, Perrusson, Pont-de-Ruan, Reignac-sur-Indre, Rigny-Ussé, Rivarennes, Saché, Saint-Hippolyte, Verneuil-sur-Indre.

## Pesca nell'Indre
Nell'Indre si possono pescare: alburni, barbi, persici-trota, breme, lucci, carassi, rutili, gobioni, acerine, pesci gatto, scardole, lucioperche, pesci siluro e tinche.

## Immagini dell'Indre

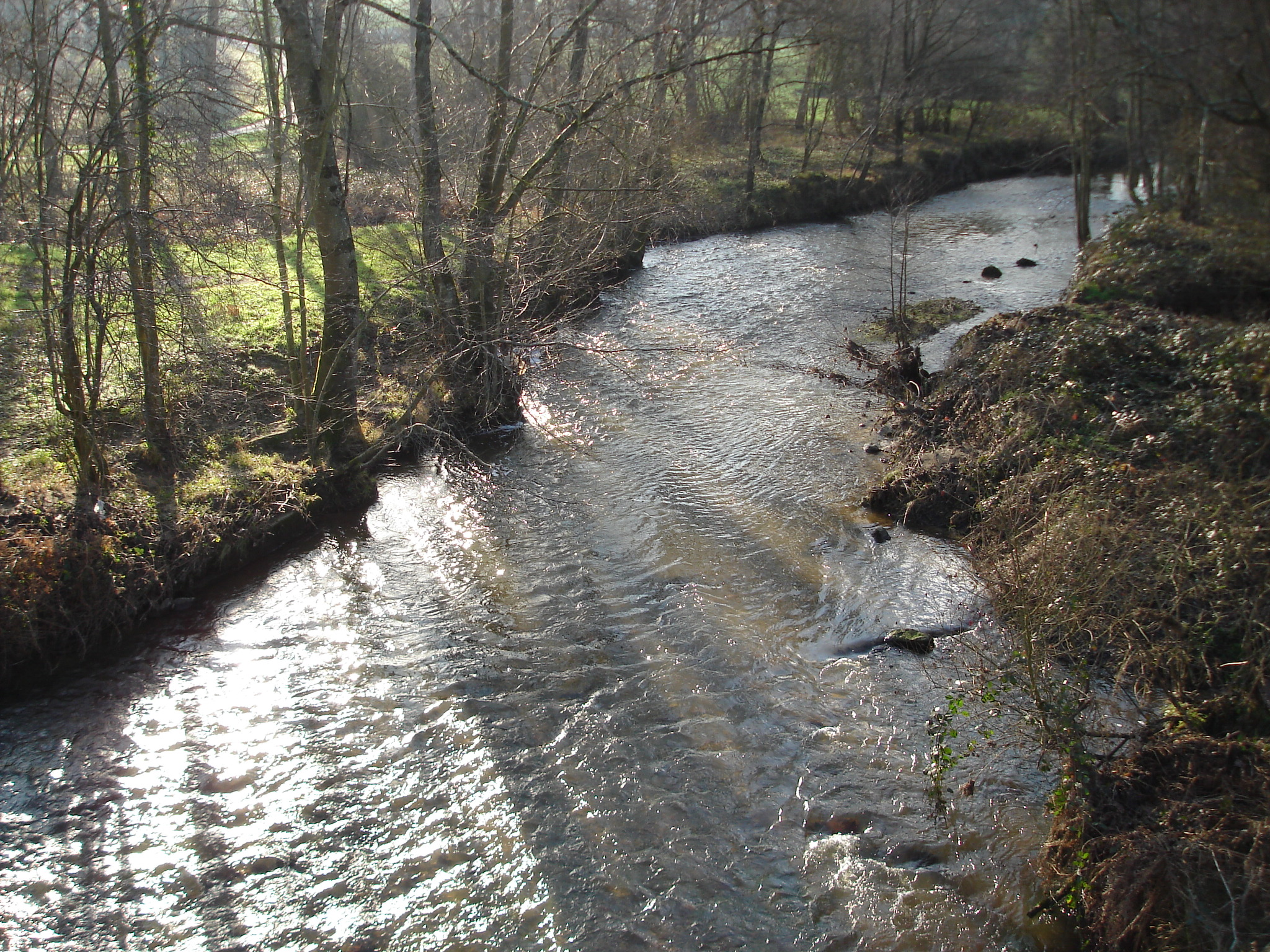
L'Indre a Pouligny-Saint-Martin nel 2012
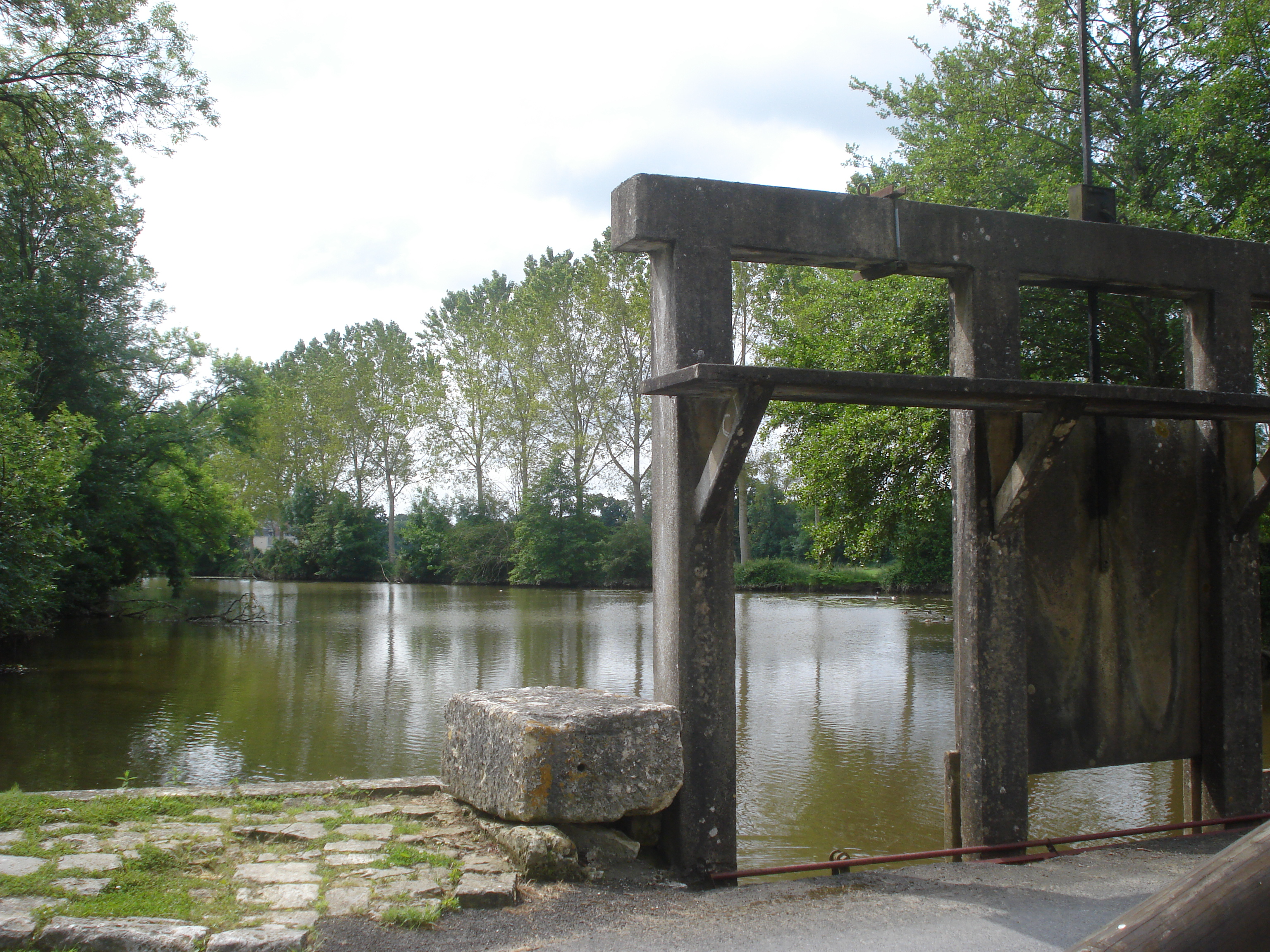
Il ponte-chiusa di Clavières, ad Ardentes, nel 2008
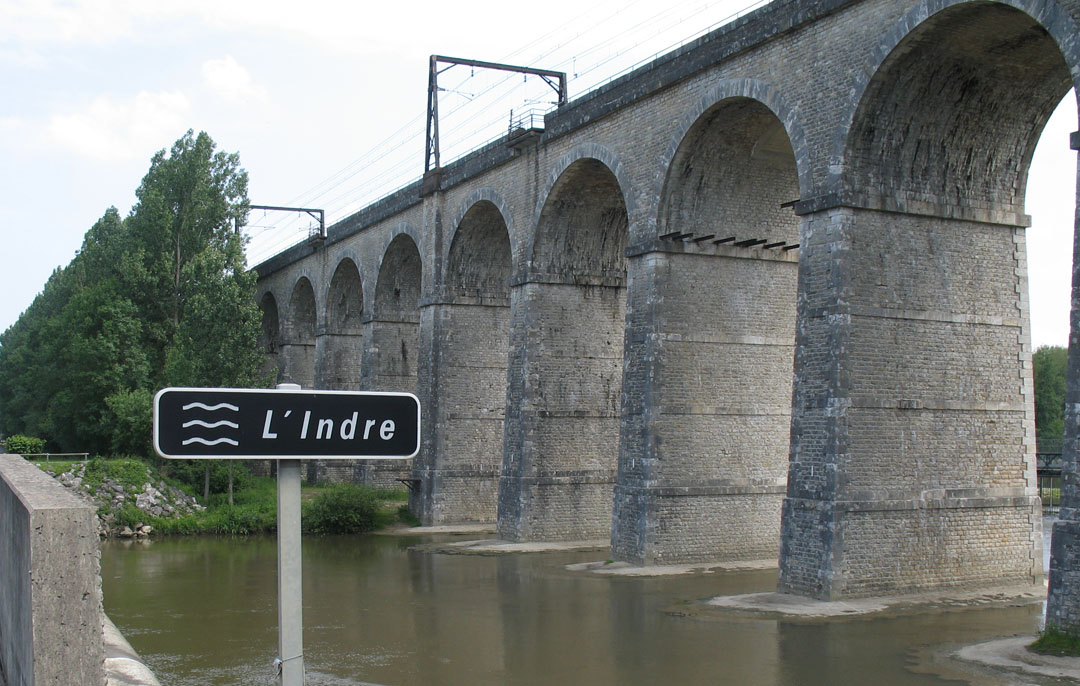
Il viadotto ferroviario di Monts nel 2007